# اوپن‌جی‌دی‌کی
اپن‌جی‌دی‌کی (به انگلیسی: OpenJDK) که همچنین به نام کیت توسعهٔ باز جاوا نیز شناخته می‌شود، پیاده‌سازی آزاد و متن‌باز از زبان برنامه‌نویسی جاواست. در سال ۲۰۰۶ با تلاش سان میکروسیتمز برای متن بازنمودن و بردن جاوا تحت گنو ٬تلاش برای ایجاد این برنامه صورت پذیرفت، البته این اجازه‌نامه دارای استثنائاتی برای بخش‌هایی از کیت جاوا نیز بود.

## تاریخچه

### قول سان برای ارایهٔ نسخهٔ ابتدایی
در کنفرانس جاوا وان در سال ۲۰۰۶ ٬سان اعلام نمود که می‌خواهد جاوا را متن‌باز نماید. و در ۲۵ام اکتبر، ۲۰۰۶ (۳ام آبان‌ماه ۱۳۸۵)، در کنفرانس دنیای باز اوراکل، جاناتان شوارتز گفت که شرکت متبوعش، اقدام به متن بازنمودن هستهٔ جاوا در طی ۳۰ تا ۶۰ روز آینده خواهد نمود.

سان، ماشین مجازی هات اسپات جاوا و مترجم آن را به عنوان متن‌باز تحت اجازه‌نامه عمومی همگانی گنو، در تاریخ ۱۳ نوامبر ۲۰۰۶ (۲۲ آبان ۱۳۸۵) منتشر نمود. در ادامه وی قول داد که باقی کیت توسعه جاوا (که شامل محیط زمان اجرای جاوا بود) را تحت همین اجازه‌نامه تا تاریخ مارس ۲۰۰۷، (اسفند ۱۳۸۵)منتشر خواهد نمود، البته این انتشار به جز بخش‌هایی خواهد بود که سان اجازهٔ انتشار آن‌ها را ندارد. .
براساس نظریات دانشمند علوم رایانه و مدافع نرم‌افزار، ریچارد استالمن ٬این کار پایانی بر «تلهٔ جاوا» از طرف وابستگی به فروشنده است، وی این بحث را به زبان جاوا و برنامه‌های نوشته شده به آن زبان تعمیم داد. مارک شاتل ورث، از افراد برجسته در زمینهٔ نرم‌افزار، ازا آن به عنوان اعلامیه‌ای برای «یک نقطهٔ عطف برای جامعهٔ متن‌باز» یاد نمود.

### انتشار کلاس‌های کتابخانه
بر طبق قول‌های داده شده، کیت توسعه جاوا (جی‌دی‌کی) در نیمهٔ اول سال ۲۰۰۷ به صورت تقریباً متن‌باز و آزاد منتشر شد. سان متن کد کامل آن را تحت اجازه‌نامهٔ جی‌پی‌ال در هشتم می ۲۰۰۷ ٬(۱۸ اردیبهشت ۱۳۸۶)، منتشر نمود. البته در این نسخه بخش‌هایی از کد که متعلق به سایر شرکت‌های و افراد بود و تحت اجازه‌نامهٔ جی‌پی‌ال قرار نداشتند را شامل نمی‌شد. از این میان می‌توان به بخش‌هایی از واسط کاربری گرافیکی اشاره نمود. سان اعلام نمود که برنامه‌ای برای جایگزینی بخش‌های باقی‌مانده با پیاده‌سازی‌ها مجدد و تحت کلاس‌هایی آزاد را دارد.
هنگامی که نسخه ابتدایی در می ۲۰۰۷ منتشر شد، ۴٪ از کتابخانه کلاس اپن‌جی‌دی‌کی همچنان به صورت خصوصی باقی‌مانده بود با رونمایی از اپن‌جی‌دی‌کی ۶ در می ۲۰۰۸، این میزان به کمتر از ۱٪ رسید که متعلق به پیاده‌سازیِ اس‌ان‌ام‌پی بود؛ این بخش جزئی از متعلقات جاوا نبود. این موضوع باعث می‌شد تا بتوان اپن‌جی‌دی‌کی را بدون هیچ افزودنیِ خاصی بسازند نیاز به افزودنیِ باینری بعدها در انتشارِ اپن‌جی‌دی‌کی ۷ نیز لازم نبود. این انتشار با کد بی۵۳ (ساختِ ۵۳) در آوریل ۲۰۰۹ صورت گرفت.
ین کارها در کارِ مشترکِ یکساله بین سان میکروسیستمز و انجمنِ اپن‌جی‌دی‌کی انجام شد. هر یک از این بخش‌های تحت اجازه‌نامه نرم‌افزار باز و آزاد یا معادلِ آن منتشر می‌شد. ابتدایِ دسامبر ۲۰۱۰، تمامِ آنچه که به نام افزودنی شناخته می‌شد توسط بخش‌های متن‌باز جایگزین و منجر به ارائه کلِ کار به صورت متن‌بازگردید. دیگر نیازی به افزودنی‌های باینری نبود.

### همکاری با ای‌بی‌ام، اپل و سَپ
در ۱۹ مهر ۱۳۹۰، آی‌بی‌ام که تا آن زمان به حمایت از آپاچی هارمونی پرداخته‌بود و بزرگ‌ترین حامی این پروژه محسوب می‌شد، تصمیم به ترک هارمونی و پیوستن به اپن‌جی‌دی‌کی را گرفت که از سوی اوراکل، صاحب جدید سان، حمایت می‌شود
مدیر امور لینوکس و متن‌باز آی‌بی‌ام، باب ساتور، در وبلاگش اعلام نمود: «آی‌بی‌ام به زودی تلاش‌های توسعه‌اش را از آپاچی هارمونی به اپن‌جی‌دی‌کی شیفت خواهد داد». تنها بعد از سه هفته بعد از این حرکت آی‌بی‌ام به سوی اپن‌جی‌دی‌کی و در تاریخ ۲۱ آبان ۱۳۸۹، اپل و شرکت اوراکل از پروژهٔ اپن‌جی‌دی‌کی برای مک‌اواس اکس پرده‌برداری نمودند. اپل در این انتشار تقش کلیدی پیاده‌سازی در اجزا، ابزار و فناوری‌های لازم برای جاوا اس‌ای۷ را ایفا نمود. این انتشار بر پایهٔ نسخه‌های ۳۲ بیتی و ۶۴ بیتی برای هات‌اسپات مبتنی بر ماشین مجازی جاوا بود در ۲۱ دی ۱۳۸۹، اولین مشارکت‌های اپل در اپن‌جی‌دی‌کی از سوی اپل منتشر شد. در ۳۰ تیر ۱۳۹۰ سپ نیز اعلام نمود که به مشارکت کنندگان پروژهٔ اپن‌جی‌دی‌کی خواهد پیوست.